# Fred Perry
Frederick John Perry (Stockport, Gran Mánchester, Reino Unido, 18 de mayo de 1909-Melbourne, Victoria, Australia, 2 de febrero de 1995) fue un campeón de tenis de mesa y de tenis británico.
Comenzó su carrera deportiva jugando al tenis de mesa, llegando a ser campeón del mundo en 1929.
Después jugó al tenis, donde fue considerado como el número uno del mundo durante cinco años durante los años 1930, tres de ellos como amateur y otros dos como profesional. Triunfó tres veces en el Abierto de los Estados Unidos en 1933, 1934 y 1936, tres en el Campeonato de Wimbledon en 1934, 1935, 1936, uno en el Abierto de Australia en 1934 y uno en el Torneo de Roland Garros en 1935. 
En 1933, Perry ayudó a liderar al equipo de Gran Bretaña hacia la victoria sobre Francia en la Copa Davis, después les ganó a los Estados Unidos en las finales de 1934, y 1935, y su cuarto título consecutivo con una victoria sobre Australia en 1936.
Tras su retirada deportiva fundó la marca de ropa deportiva que lleva su nombre y es reconocida mundialmente por su logotipo, una corona de laurel, basado en el antiguo símbolo del torneo de Wimbledon.

## Tenis de mesa

### Campeonatos del mundo
| 1928 | Estocolmo | Plata dobles masculino (con Charles Bull) | Bronce dobles mixto (con Winifred Land)    | Bronce por equipos (Inglaterra) |
| 1929 | Budapest  | Oro individual                            | Bronce dobles masculino (con Charles Bull) | Bronce por equipos (Inglaterra) |

## Tenis

### Torneos de Grand Slam

#### Campeón individuales
| Año  | Torneo                 | Oponente en la final | Resultado             |
| 1933 | Campeonato Americano   | Jack Crawford        | 6-3 11-13 4-6 6-0 6-1 |
| 1934 | Campeonato Australiano | Jack Crawford        | 6-3 7-5 6-1           |
| 1934 | Wimbledon              | Jack Crawford        | 6-3 6-0 7-5           |
| 1934 | Campeonato Americano   | Wilmer Allison       | 6-4 6-3 1-6 8-6       |
| 1935 | Campeonato Francés     | Gottfried von Cramm  | 6-3 3-6 6-1 6-3       |
| 1935 | Wimbledon              | Gottfried von Cramm  | 6-2 6-4 6-4           |
| 1936 | Wimbledon              | Gottfried von Cramm  | 6-1 6-1 6-0           |
| 1936 | Campeonato Americano   | Don Budge            | 2-6 6-2 8-6 1-6 10-8  |

#### Finalista individuales

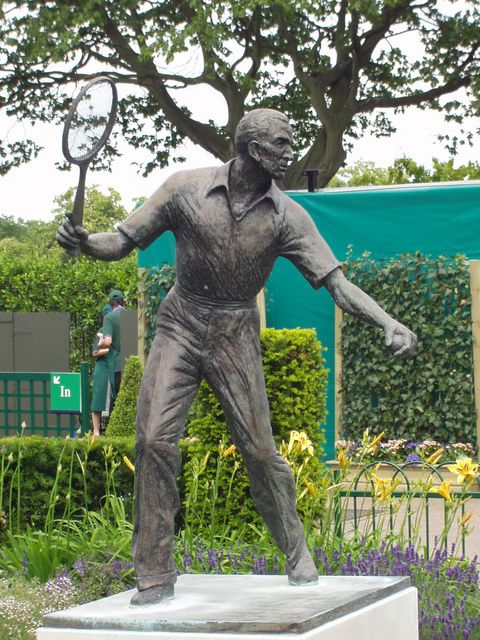
Estatua de Fred Perry en el All England Tennis Club, sede del torneo de Wimbledon.

| Año  | Torneo                 | Oponente en la final | Resultado           |
| 1935 | Campeonato Australiano | Jack Crawford        | 6-2 4-6 4-6 4-6     |
| 1936 | Campeonato Francés     | Gottfried von Cramm  | 0-6 6-2 2-6 6-2 0-6 |

#### Campeón dobles
| Año  | Torneo                 | Pareja     | Oponentes en la final       | Resultado           |
| 1933 | Campeonato Francés     | Pat Hughes | Vivian McGrath Adrian Quist | 6-2 6-4 2-6 7-5     |
| 1934 | Campeonato Australiano | Pat Hughes | Adrian Quist Don Turnbull   | 6-8 6-3 6-4 3-6 6-3 |

#### Finalista dobles
| Año  | Torneo                 | Pareja     | Oponentes en la final        | Resultado           |
| 1932 | Wimbledon              | Pat Hughes | Jean Borotra Jacques Brugnon | 0-6 6-4 6-3 5-7 5-7 |
| 1935 | Campeonato Australiano | Pat Hughes | Jack Crawford Vivian McGrath | 4-6 6-8 2-6         |

#### Clasificación en torneos del Grand Slam
| Torneo                   | 1936 | 1935 | 1934 | 1933 | 1932 | 1931 | 1930 | 1929 | Títulos |
| ------------------------ | ---- | ---- | ---- | ---- | ---- | ---- | ---- | ---- | ------- |
| Australian Championships | -    | F    | G    | -    | -    | -    | -    | -    | 1       |
| Roland Garros            | F    | G    | CF   | CF   | CF   | 4r   | -    | -    | 1       |
| Wimbledon                | G    | G    | G    | 2r   | CF   | SF   | 4r   | 3r   | 3       |
| US Championships         | G    | SF   | G    | G    | 4r   | SF   | 4r   | -    | 3       |